# Choerades multipunctata
Choerades multipunctata là một loài ruồi trong họ Asilidae. Choerades multipunctata được Oldroyd miêu tả năm 1974. Loài này phân bố ở vùng nhiệt đới châu Phi.